# Internet Adult Film Database
La Internet Adult Film Database (IAFD) es una base de datos en línea de información perteneciente a la industria del sexo estadounidense, que incluye actores, actrices, directores y películas, aunque las películas producidas fuera de la industria porno de los Estados Unidos también se pueden encontrar. Es similar a la Internet Movie Database, en el sentido de que es pública y permite la búsqueda.

## Historial
La idea de montar ese banco de datos sobre el cine pornográfico fue de Peter Van Aarle, muerto el 18 de septiembre de 2005. Peter comenzó a formar esa base de datos en el año 1981. La primera versión de la IAFD publicada en línea fue en 1995 gracias a los esfuerzos de Ron Wilhelm.
La base de datos actual es de más o menos 52.000 fichas de filmes y 37.000 fichas de estrellas porno.